# 武郷郡 (山西省)
武郷郡（ぶきょう-ぐん）は、かつて中国に存在した郡。現在の中華人民共和国山西省晋中市楡社県の北西の社城鎮一帯に相当する。
319年（明皇帝元年）、後趙により設置され、郡治は武郷県とされた。永和年間に廃止されている。